# City Stadium (Molodechno)
El City Stadium (en bielorruso: Гарадскі стадыён (Маладзечна)) es un estadio multiusos ubicado en la ciudad de Molodechno en Bielorrusia y que actualmente es la sede de los equipos FC Molodechno y FC Isloch Minsk Raion.

## Historia
Fue inaugurado en 1946 y ha sido utilizado por el equipo local FC Molodechno desde su fundación. Su nombre original fue Metallurg Stadium hasta 1993, luego de que fuera renombrado como City Stadium. De 2006 a 2008 fue la sede del Lokomotiv Minsk y desde 2015 es la sede del Isloch Minsk Raion.

## Partidos internacionales
El estadio ha sido utilizado ocasionalmente por Bielorrusia sub-21 y Bielorrusia femenil. También ha sido sede para las eliminatorias para las categorías sub-17 y sub-19.
En 1996 Bielorrusia enfrentó a Azerbaiyán en un partido amistoso. A mediados de los años 1990 fue la sede del desaparecido Dinamo-93 Minsk en competiciones europeas.